# سیارک ۱۴۴۶۹۲
سیارک ۱۴۴۶۹۲ (به انگلیسی: 144692 Katemary، نامگذاری:2004GC) صد و چهل و چهار هزار و ششصد و نود و دومین سیارک کشف شده‌است که در ۹ آوریل ۲۰۰۴ کشف شد.